# Nicolas Batum
Nicolas Batum, detto Nic (Lisieux, 14 dicembre 1988), è un cestista francese, professionista nella NBA con i Los Angeles Clippers.

## Carriera

### Francia (2005-2008)

#### Le Mans (2005-2008)
Batum iniziò la sua carriera con la squadra di Pont-l'Évêque, l'USPLB, prima di andare a giocare al Caen Basket Calvados, mentre, nel 2003, entrò nelle giovanili del Le Mans Sarthe Basket. Si laurea campione d'Europa 2004 e 2006 con le nazionali giovanili francesi. Partecipa al Nike Hoop Summit di Memphis del 2007, terminandolo come miglior marcatore (23 punti, 9/13 al tiro, 3/5 da tre punti, 4 rimbalzi, 4 rubate,) venendo anche notato dagli scout NBA. A luglio 2007, si classificò al 3º posto del Mondiale FIBA U-19 disputato in Serbia con la Francia.

### NBA (2008-)

#### Portland Trail Blazers (2008-2015)
Si dichiarò eleggibile per il Draft NBA 2008, dove venne scelto come numero 25 dagli Houston Rockets, che poi cedettero i diritti delle prestazioni di Nicolas Batum ai Portland Trail Blazers in cambio dei diritti sulla scelta di Portland Joey Dorsey e su Darrell Arthur (quest'ultimo venne scelto dai New Orleans Hornets alla 27 e i diritti su di lui vennero ceduti più volte in serata fino a finire ai Memphis Grizzlies).
A luglio partecipò alla NBA Summer League di Las Vegas: chiude con 6,8 punti e 4,6 rimbalzi di media. Il 22 luglio firma un contratto con i Blazers, il cui general manager ha lasciato intendere che probabilmente Batum giocherà più in D-League che nella NBA per crescere e fare esperienza, lodando anche le sue capacità difensive. Il giocatore si rivela però più pronto e maturo del previsto, a nella stagione 2008-09 parte addirittura titolare all'ala piccola in 76 partite su 79 giocate.
È uno degli undici cestisti ad aver realizzato in NBA un 5x5, avendo messo a referto 11 punti, 10 assist, 5 rimbalzi, 5 stoppate e 5 palle recuperate nella sfida vinta dai Portland Trail Blazers contro i New Orleans Hornets del 17 dicembre 2012.

#### Charlotte Hornets (2015-2020)
Il 24 giugno 2015 Batum viene scambiato a sorpresa dai Portland Trail Blazers agli Charlotte Hornets, che mandano in cambio a Portland Gerald Henderson e Noah Vonleh.
Il 29 novembre 2020 viene tagliato dagli Hornets.

#### Los Angeles Clippers (2020–2023)
Il 1º dicembre 2020 firma con i Los Angeles Clippers.
Il 13 agosto 2021 estende coi Clippers, rinnovando poi il proprio contratto per altri due anni in data 6 luglio 2022.

#### Philadelphia 76ers (2023–)
Il 1º novembre 2023, insieme a Marcus Morris, Kenyon Martin Jr. e Robert Covington passa ai Philadelphia 76ers in cambio di James Harden, P.J. Tucker e Filip Petrušev. 
Nello scambio vengono inserite delle scelte future al draft da ambo le parti, coinvolgendo anche gli Oklahoma City Thunder.

## Statistiche

### NBA

#### Regular Season
| Anno      | Squadra             | PG    | PT  | MP   | TC%  | 3P%  | TL%  | RP  | AP  | PRP | SP  | PP   |
| --------- | ------------------- | ----- | --- | ---- | ---- | ---- | ---- | --- | --- | --- | --- | ---- |
| 2008-2009 | Portland T. Blazers | 79    | 76  | 18,4 | 44,6 | 36,9 | 80,8 | 2,8 | 0,9 | 0,6 | 0,5 | 5,4  |
| 2009-2010 | Portland T. Blazers | 37    | 25  | 24,8 | 51,9 | 40,9 | 84,3 | 3,8 | 1,2 | 0,6 | 0,7 | 10,1 |
| 2010-2011 | Portland T. Blazers | 80    | 67  | 31,5 | 45,5 | 34,5 | 84,1 | 4,5 | 1,5 | 0,9 | 0,6 | 12,4 |
| 2011-2012 | Portland T. Blazers | 59    | 34  | 30,4 | 45,1 | 39,1 | 83,6 | 4,6 | 1,4 | 1,0 | 1,0 | 13,9 |
| 2012-2013 | Portland T. Blazers | 73    | 73  | 38,5 | 42,3 | 37,2 | 84,8 | 5,6 | 4,9 | 1,2 | 1,1 | 14,3 |
| 2013-2014 | Portland T. Blazers | 82    | 82  | 36,0 | 46,5 | 36,1 | 80,3 | 7,5 | 5,1 | 0,9 | 0,7 | 13,0 |
| 2014-2015 | Portland T. Blazers | 71    | 71  | 33,5 | 40,0 | 32,4 | 85,7 | 5,9 | 4,8 | 1,1 | 0,6 | 9,4  |
| 2015-2016 | Charlotte Hornets   | 70    | 70  | 35,0 | 42,6 | 34,8 | 84,9 | 6,1 | 5,8 | 0,9 | 0,6 | 14,9 |
| 2016-2017 | Charlotte Hornets   | 77    | 77  | 34,0 | 40,3 | 33,3 | 85,6 | 6,2 | 5,9 | 1,1 | 0,4 | 15,1 |
| 2017-2018 | Charlotte Hornets   | 64    | 64  | 31,0 | 41,5 | 33,6 | 83,1 | 4,8 | 5,5 | 1,0 | 0,4 | 11,6 |
| 2018-2019 | Charlotte Hornets   | 75    | 72  | 31,4 | 45,0 | 38,9 | 86,5 | 5,2 | 3,3 | 0,9 | 0,6 | 9,3  |
| 2019-2020 | Charlotte Hornets   | 22    | 3   | 23,0 | 34,6 | 28,6 | 90,0 | 4,5 | 3,0 | 0,8 | 0,4 | 3,6  |
| 2020-2021 | L.A. Clippers       | 67    | 38  | 27,4 | 46,4 | 40,4 | 82,8 | 4,7 | 2,2 | 1,0 | 0,6 | 8,1  |
| 2021-2022 | L.A. Clippers       | 59    | 54  | 24,8 | 46,3 | 40,0 | 65,8 | 4,3 | 1,7 | 1,0 | 0,7 | 8,3  |
| 2022-2023 | L.A. Clippers       | 78    | 19  | 21,9 | 42,0 | 39,1 | 70,8 | 3,8 | 1,6 | 0,7 | 0,6 | 6,1  |
| 2023-2024 | L.A. Clippers       | 3     | 0   | 18,0 | 37,5 | 28,6 | -    | 2,3 | 1,7 | 1,0 | 1,3 | 2,7  |
| 2023-2024 | Philadelphia 76ers  | 57    | 38  | 25,9 | 45,6 | 39,9 | 60,0 | 4,2 | 2,2 | 0,8 | 0,6 | 5,5  |
| 2024-2025 | L.A. Clippers       | 78    | 8   | 17,5 | 43,7 | 43,3 | 81,0 | 2,8 | 1,1 | 0,7 | 0,5 | 4,0  |
| Carriera  | Carriera            | 1.131 | 871 | 28,9 | 43,7 | 36,9 | 83,2 | 4,8 | 3,1 | 0,9 | 0,6 | 10,0 |

#### Play-off
| Anno     | Squadra             | PG | PT | MP   | TC%  | 3P%  | TL%  | RP  | AP  | PRP | SP  | PP   |
| -------- | ------------------- | -- | -- | ---- | ---- | ---- | ---- | --- | --- | --- | --- | ---- |
| 2009     | Portland T. Blazers | 6  | 5  | 10,5 | 55,6 | 50,0 | -    | 0,5 | 0,2 | 0,2 | 0,3 | 2,0  |
| 2010     | Portland T. Blazers | 6  | 6  | 23,2 | 45,9 | 42,9 | 75,0 | 3,2 | 0,8 | 0,3 | 0,0 | 8,2  |
| 2011     | Portland T. Blazers | 6  | 0  | 25,2 | 41,3 | 26,9 | 75,0 | 1,7 | 1,3 | 0,8 | 0,8 | 8,0  |
| 2014     | Portland T. Blazers | 11 | 11 | 41,7 | 47,2 | 35,0 | 80,0 | 7,6 | 4,8 | 1,3 | 0,5 | 15,2 |
| 2015     | Portland T. Blazers | 5  | 5  | 41,8 | 34,3 | 33,3 | 76,9 | 8,6 | 5,2 | 0,2 | 0,2 | 14,2 |
| 2016     | Charlotte Hornets   | 5  | 2  | 28,8 | 37,8 | 27,3 | 85,0 | 3,6 | 2,0 | 0,4 | 0,0 | 11,4 |
| 2021     | L.A. Clippers       | 19 | 10 | 29,2 | 48,6 | 38,9 | 82,6 | 5,5 | 2,1 | 1,3 | 0,5 | 8,1  |
| 2023     | L.A. Clippers       | 5  | 3  | 18,4 | 42,1 | 35,3 | -    | 2,2 | 1,2 | 0,4 | 0,4 | 4,4  |
| 2024     | Philadelphia 76ers  | 6  | 0  | 28,3 | 41,4 | 40,9 | 62,5 | 5,8 | 1,3 | 0,2 | 0,8 | 6,3  |
| 2025     | L.A. Clippers       | 7  | 0  | 24,6 | 39,4 | 39,4 | -    | 3,9 | 2,0 | 0,9 | 1,7 | 5,6  |
| Carriera | Carriera            | 76 | 42 | 28,3 | 43,6 | 36,1 | 79,1 | 4,7 | 2,2 | 0,8 | 0,6 | 8,6  |

#### Massimi in carriera
- Massimo di punti: 35 vs Houston Rockets (16 novembre 2012)[8]
- Massimo di rimbalzi: 18 (2 volte)
- Massimo di assist: 16 vs Atlanta Hawks (15 marzo 2018)
- Massimo di palle rubate: 6 vs Houston Rockets (3 novembre 2012)
- Massimo di stoppate: 5 (3 volte)
- Massimo di minuti giocati: 49 vs Houston Rockets (25 aprile 2014)

### Eurolega
| Anno      | Squadra  | PG | PT | MP   | TC%  | 3P%  | TL%  | RP  | AP  | PRP | SP  | PP   |
| --------- | -------- | -- | -- | ---- | ---- | ---- | ---- | --- | --- | --- | --- | ---- |
| 2006-2007 | Le Mans  | 12 | 2  | 13,5 | 50,0 | 27,3 | 76,9 | 1,7 | 0,7 | 0,8 | 0,4 | 4,2  |
| 2007-2008 | Le Mans  | 13 | 13 | 26,6 | 45,3 | 29,0 | 66,7 | 3,5 | 2,7 | 1,5 | 0,5 | 8,5  |
| 2011-2012 | Nancy    | 6  | 6  | 37,6 | 41,5 | 33,3 | 81,8 | 6,7 | 5,2 | 1,7 | 0,7 | 15,8 |
| Carriera  | Carriera | 31 | 21 | 23,6 | 45,0 | 29,8 | 76,5 | 3,4 | 2,4 | 1,2 | 0,5 | 8,3  |

## Palmarès

### Club

#### Competizioni nazionali
- Campionato francese: 1

Le Mans: 2005-06
- Semaine des As: 1

Le Mans: 2006
- Match des Champions: 1

Nancy: 2011

### Nazionale
- Olimpiadi
 Tokyo 2020
 Parigi 2024
- Mondiali: 2

 Spagna 2014
 Cina 2019
- Europei: 3

 Lituania 2011
 Slovenia 2013
 Francia 2015
- Mondiali Under-19
 Serbia 2007
- Europei Under-18
 Grecia 2006
- Europei Under-16
 Grecia 2004
- Torneo di Mannheim: 1

2006

### Individuale
- Membro del quintetto ideale ai Mondiali: 1

2014
- MVP FIBA EuroBasket U-18: 1

2006
- Miglior realizzatore Nike Hoop Summit: 1

2007
- Miglior giovane Pro-A: 2

2007, 2008
- Giocatore del mese Pro-A: 1

marzo: 2007
- MVP Match des champions:1

Nancy: 2011